# Лаптев, Валентин Александрович
Валентин Александрович Лаптев (10 августа 1921, с. Хромцово, Белоярская волость, Екатеринбургская губерния — 25 октября 1994, Екатеринбург) — российский советский композитор, хормейстер, музыкальный педагог. Заслуженный работник культуры Российской Федерации.

## Биография
Родился 10 августа 1921 года в селе Хромцово Белоярской волости Екатеринбургской губернии. 
В 1935 году поступил в Свердловский музыкальный техникум по классу домры у Владимира Знаменского. По окончании техникума, сразу после государственного экзамена без вступительных экзаменов был зачислен в Свердловскую Государственную Консерваторию им. Мусоргского. Однако, вскоре был призван в ряды Красной Армии. Служил младшим сержантом пехотных войск, затем в ансамбле песни и пляски, дислоцированной в Монголии. За годы военной службы В. Лаптев был награждён орденами «Красной Звезды», «Отечественной войны II степени», советской и монгольской медалями «За победу над Японией».
После демобилизации В. А. Лаптев возвратился в Свердловск и продолжил учёбу в консерватории в классе композиции Г. Н. Белоглазова. Его дипломной работой стала «Кантата о Сталинграде», с успехом исполненная в Свердловской филармонии под управлением А. Шморгонера (1951). В 1951 году окончил Уральскую консерваторию и зачислен на должность заведующего музыкальной частью Северного русского народного хора.
В 1952 г. при хоре организовал оркестр русских народных инструментов. К работе Северного хора В. А. Лаптев был привлечен Антониной Яковлевной Колотиловой. Он неоднократно выезжал в районы Архангельской области для сбора музыкального фольклора. Осуществил множество записей песен и ряд их удачных обработок. На основе материалов северного фольклора В. А. Лаптев написал десятки песен для Северного хора. На основе собранных фольклорных материалов он написал десятки песен для Северного хора, подолгу остававшихся в его репертуаре: «Зеленая рощица», «Песня о Двине», «Беломорцы», «Вологодские кружева», хороводная «Утушки» и др. В 1956—1957 гг. преподавал в Архангельском музыкальном училище.
В дальнейшем в разных регионах страны. Был музыкальным руководителем таких известных коллективов, как Сибирский (Новосибирск, 1957—1959) и Оренбургский народные хоры (1960—1968), Кубанский казачий хор (Краснодар, 1971—1972); преподавал в музыкальных училищах Оренбурга (1960—1969), Свердловска (1969—1971, 1978—1994) и Краснодара (1972—1978).
Творчество композитора разнообразно по жанрам: это музыкальные комедии, детские балеты, песни и романсы, произведения для народных инструментов. Его оперетта «Веселый Гай» несколько сезонов с успехом шла в Оренбургском театре музыкальной комедии. Внес значительный вклад в пополнение оригинального репертуара домристов. Сочинил пять концертов для домры, которые предназначены для студентов музыкальных училищ, и значительное количество пьес для этого инструмента. Писал также и для балалайки, романсы и песни, детские балеты, музыкальные комедии.
В 1978 году В. А. Лаптев окончательно возвращается в Свердловск.
Впозитор был удостоен звания «Заслуженный работник культуры России».
Умер 25 октября 1994 года. Похоронен на Восточном до 1991 г кладбище Екатеринбурга на участке 13В.

## Список избранных сочинений
| 1941      | «На фронт», поэма для хора и ансамбля                                                                |
| 1942      | «Дума об Украине», поэма для хора, солистов и ансамбля                                               |
| 1942      | «Вперед на запад» для хора и ансамбля                                                                |
| 1945      | Песня «Хинганский вальс»                                                                             |
| 1945      | Юмореска для симфонического оркестра                                                                 |
| 1946      | «Наша Победа», увертюра                                                                              |
| 1948      | Рондо для симфонического оркестра                                                                    |
| 1948-1951 | «Русская сюита» для народного оркестра                                                               |
| 1949      | «Былина», увертюра для народного оркестра                                                            |
| 1949      | Русская увертюра для народного оркестра                                                              |
| 1951      | «Кантата о Сталинграде» для хора, солистов и симфонического оркестра в 4 частях                      |
| 1952      | «Сельская кадриль» для народного оркестра                                                            |
| 1953      | Концерт № 1 для домры с оркестром (одночастный)                                                      |
| 1953      | «Северная кадриль»                                                                                   |
| 1955      | Хороводная и плясовая                                                                                |
| 1956      | «Партию славит народ», для академического хора                                                       |
| 1956      | «Беломорцы», песня для академического хора                                                           |
| 1956      | «Нечетное число» (шуточные страдания) для академического хора                                        |
| 1957      | «По улице не ходила, не пойду», обработка. сибирской народной песни для домры и фортепиано           |
| 1958      | «Вологодские кружева», ст. Л. Васильевой                                                             |
| 1958      | «Круговая кадриль» для двух баянов с народного оркестра                                              |
| 1958      | «Я люблю тебя, море» для гол и народного оркестра                                                    |
| 1959      | «На гулянье», муз. картинки                                                                          |
| 1959      | Ария для двух домр с оркестром                                                                       |
| 1961      | «Здравствуй, Сибирь!», хоровая сюита для солистов, баяна и народного хора                            |
| 1962      | «Веселый Гай», муз. комедия в 3 действиях                                                            |
| 1964      | Хоровод для народного оркестра                                                                       |
| 1964      | Интермеццо для баяна и народного оркестра                                                            |
| 1965      | Концерт для баяна и народного оркестра                                                               |
| 1965      | «Тайна золотого кедра», муз. комедия для детей в 2 действиях                                         |
| 1967      | «Козленок Серое Ушко», детский балет (одноактный)                                                    |
| 1967      | «Романтики-мечтатели», детский балет в двух лействиях                                                |
| 1969      | Песня «Эй, пой веселей!» для народного хора                                                          |
| 1970      | Песни «Я калинушку ломала», «Колокольчики не плачут»                                                 |
| 1973      | Цикл романсов и песен — «Песня о России», «Погасло красно солнышко», «Пойми, береза милая», «Утушки» |
| 1973      | Этюды для домры                                                                                      |
| 1974      | Фантазия на две кубанские песни для балалайки и народного оркестра                                   |
| 1975      | «Цвети, Кубань», сюита для голоса, хора и оркестра                                                   |
| 1976      | Концерт № 2 для домры с оркестром                                                                    |
| 1983      | Прелюдии для фортепиано                                                                              |
| 1987      | «Веточка черемухи», песня для народного хора                                                         |
| 1987      | Скерцо для контрабаса и фортепиано                                                                   |
| 1990      | Концерт № 3 для домры с оркестром                                                                    |
| 1991      | Концерт № 4 для домры с оркестром                                                                    |
| 1994      | Концерт № 5 для домры и фортепиано                                                                   |

## Награды и звания
- Орден «Знак Почёта»
- Орден Красной Звезды
- Орден Отечественной войны II степени
- Медаль «За отвагу»
- Медаль «За победу над Японией»
- Медаль «За Победу над Японией» (МНР)
- Заслуженный работник культуры РСФСР (1986)